# Bogdan Hauși
Bogdan Hauși (Baia Mare, 29 settembre 1985) è un ex calciatore rumeno, di ruolo difensore.

## Carriera
Ha giocato nella massima serie dei campionati moldavo, ucraino ed uzbeko.